# Carretera de Wyoming 151
Wyoming Highway 151, WYO 151, es una carretera de Wyoming (Estados Unidos), conocida como LaGrange Road, que está ubicada en el extremo sureste del condado de Goshen, donde discurre todo su recorrido.
WYO 151 va de este a oeste desde la US 85 al oeste de LaGrange a Nebraska-Wyoming. Su longitud es de 9,89 millas (15,92 km).